# Javin DeLaurier
Javin Que DeLaurier (Mission Viejo, California, 7 de abril de 1998) es un baloncestista estadounidense que pertenece a la plantilla del BC Rytas de la LKL lituana. Con 2,08 metros de estatura, juega en la posición de pívot.

## Trayectoria deportiva

### Universidad
Jugó cuatro temporadas con los Blue Devils de la Universidad de Duke, en las que promedió 3,4 puntos y 3,8 rebotes por partido.

#### Estadísticas
| Año     | Equipo | PJ  | PT | MPP  | %TC  | %3P  | %TL  | RPP | APP | ROB | TPP | PPP |
| ------- | ------ | --- | -- | ---- | ---- | ---- | ---- | --- | --- | --- | --- | --- |
| 2016–17 | Duke   | 12  | 0  | 7.2  | .818 | .000 | .250 | 1.9 | .1  | .3  | .3  | 1.6 |
| 2017–18 | Duke   | 33  | 5  | 12.7 | .643 | .125 | .553 | 4.0 | .5  | .6  | .6  | 3.4 |
| 2018–19 | Duke   | 38  | 16 | 16.3 | .747 | .000 | .560 | 4.4 | .5  | .9  | 1.3 | 3.8 |
| 2019–20 | Duke   | 31  | 2  | 13.3 | .554 | .167 | .650 | 3.6 | .5  | .6  | .9  | 3.5 |
| Total   | Total  | 114 | 23 | 13.5 | .658 | .125 | .576 | 3.8 | .4  | .7  | .9  | 3.4 |

### Profesional
Tras no ser elegido en el Draft de la NBA de 2020, firmó un contrato para disputar la pretemporada con los Charlotte Hornets. Fue despedido el 19 de diciembre de 2020. El 27 de enero de 2021 firmó como jugador afiliado con los Greensboro Swarm de la G League, Disputó siete partidos, promediando 2,9 puntos y 3,3 rebotes en poco más de 11 minutos por encuentro.
El 31 de marzo de 2021, DeLaurier fichó por los Niagara River Lions de la Canadian Elite Basketball League. Promedió 14,8 puntos, 10,5 rebotes, 1,7 tapones and 1,2 robos por partido, siendo incluido en el mejor quinteto del campeonato.
En agosto de 2021 se unió a los Atlanta Hawks disputar la Liga de Verano de la NBA. El 27 de septiembre fichó por los Milwaukee Bucks, pero fue despedido antes del comienzo de la temporada. En octubre se unió a la plantilla de los Wisconsin Herd. En 12 partidos promedió 7,8 puntos, 6,8 rebotes y 1,4 asistencias en 17,0 minutos de juego.
El 23 de diciembre de 2021 firmó un contrato de 10 días con los Milwaukee Bucks. regresando a los Herd transcurrido ese tiempo, en el que apenas jugó tres minutos en un único partido.
El 6 de agosto de 2022 se comprometió con el ASK Karditsas B.C. de la A1 Ethniki griego.
El 12 de diciembre de 2022 fichó por el Hapoel Holon de la Ligat ha'Al isaelí.